# 陸軍士官學校事件
陆军士官学校事件（日语：／）是指的1934年（昭和9年）发生在日本陆军的陸軍士官學校的一起政变未遂事件。磯部浅一、村中孝次等皇道派的年轻士官和陆军士官学校的学生企图向当局发起政变，但是由于消息泄露，导致主要成员被宪兵逮捕，政变失败。与此次事件有关的青年将校们在2年后的二·二六事件中成为了中心成员。
此次事件也被看作陆军内部皇道派与统制派的一次对决，亦被称为十一月事件或者十一月二十日事件。

## 经过
在“櫻会”，一个在1930年9月由日本帝国军队中的年轻军官建立的一个极端民族主义的秘密社团，主导的十月事件（錦旗革命事件）失败之后，许多军中其他的团体也被事件所鼓动起来。
1934年（昭和9年）1月，时任陆军部长的皇道派首领人物荒木贞夫因为在军中失去支持，被迫以生病的名义辞职卸任，而后支持统制派的林铣十郎接任陆相一职。同年8月1日，参謀总部的辻政信大尉受时任陆军士官学校幹事（教頭）的東條英機少将的委托，名义上上任士官学校学员第一中队的中队长，实则作为东条英机支持的统制派的一员在学校中压制皇道派。辻政信由于教导有方，在第一中队中颇受学员的信赖。此后，属于第一中队见习士官佐藤，和另一中队的见习士官武藤二人被秘密邀请到一项多个年轻士官参与的策划政变的会议中，由于不愿参与阴谋的策划而不知如何是好，二人随后将秘密会议报告给了队长北野憲造大佐。随后二人受北野憲造之命，继续参加秘密会议，并将会议内容报告给北野。
1934年10月28日，佐藤与武藤访问了野炮兵第一连队的磯部浅一，并向其详细询问了政变计划的具体内容，随后磯部浅一将二人带往了西田税的家中，二人随即在那里被引荐给了陸戸山学校教官的大蔵栄一大尉。佐藤还多次向西田税询问得知了政变的具体计划和详细情报。
1934年11月20日，在得知磯部浅一等人预备袭击帝国议会、首相官邸，消灭政府首脑的计划之后，宪兵司令官田代皖一郎出动宪兵队逮捕了磯部、陆军士官学校予科的片岡太郎中尉等三人以及佐藤、武藤在内的见习士官五人，导致政变尚未开始就被迫流产。1935年（昭和10年）3月29日，第一师团的军法会议上，由于谋反的证据不足，对士官以及学生做出了不起诉的决定。但是磯部浅一、村中孝次等也因此次事件被做出停职六个月的决定，五人候补生被处于退学处分。在被停职之后，士官村中和磯部二人后来分发了题为“恢复军事纪律的抗议”的小册子（也被称为“关于清理军队的观点”），其后于1935年8月二人被彻底解雇。

## 影响
皇道派认为告密的佐藤一直以来是辻政信安排在学生队伍中的间谍，是統制派的阴谋之一。受此次事件影响，在1935年（昭和10年）8月12日皇道派的陆军中佐相泽三郎刺杀了辻政信的继任者、统制派的核心人物陆军省军务局长永田铁山陆军少将，此次事件被称作相泽事件（相沢事件）。
陆军士官学校事件和相泽事件表明了日本军队日益政治化和政治两极分化，以及日益增加的通过武力解决政治分歧的趋势。而军队领导层内部没有采取行动镇压企图政变的军官，以及民选政府对军队的无能为力，都导致了随后的二·二六事件。

## 关联項目
- 相泽事件
- 二二六事件